# Cantone di Mansle
Il Cantone di Mansle era una divisione amministrativa dell'arrondissement di Confolens. Fino al 2007 ha fatto parte dell'arrondissement di Angoulême.
A seguito della riforma approvata con decreto del 20 febbraio 2014, che ha avuto attuazione dopo le elezioni dipartimentali del 2015, è stato soppresso.

## Composizione
Comprendeva i comuni di:
- Aunac
- Bayers
- Cellefrouin
- Cellettes
- Chenommet
- Chenon
- Fontclaireau
- Fontenille
- Juillé
- Lichères
- Lonnes
- Luxé
- Mansle
- Mouton
- Moutonneau
- Puyréaux
- Saint-Amant-de-Bonnieure
- Saint-Angeau
- Saint-Ciers-sur-Bonnieure
- Sainte-Colombe
- Saint-Front
- Saint-Groux
- La Tâche
- Valence
- Ventouse
- Villognon